# Mosh

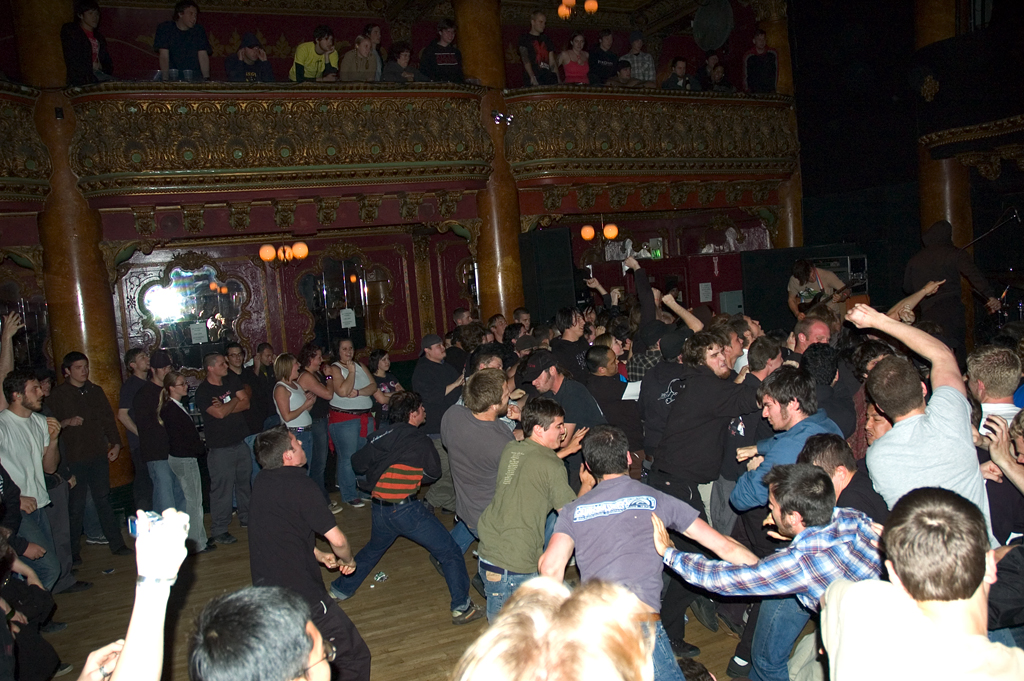
Moshing durante un concerto dei The Dillinger Escape Plan.

Il mosh è uno stile di ballo che prevede il controllo del corpo ed altre forme di contatto fisico e rappresenta una serie di comportamenti comuni nel pubblico dei concerti punk rock e heavy metal.

## Storia
Il mosh è un ballo che si è evoluto dal pogo e ha la sua origine nella scena hardcore statunitense degli anni 1980.

## Caratteristiche
Praticato durante i concerti hardcore punk, lo si può incontrare anche presso i live di gruppi punk, rock, hard rock, heavy metal, metalcore ed emo, dove i capannelli dei più agitati formano un'area circolare nei pressi delle prime posizioni sotto al palco, chiamata moshpit o, quando le persone iniziano a muoversi in cerchio, circlepit.
Per i partecipanti non è raro ferirsi o rimanere calpestati, nonostante esista una sorta di codice di comportamento non ufficiale, che prevede ad esempio il fatto di non indossare braccialetti o collari con borchie troppo prominenti o di aiutare chi cade a rialzarsi più velocemente possibile da terra.